# Nederlands kampioenschap driebanden klein dames
Het Nederlands kampioenschap biljarten in de spelsoort driebanden klein voor dames (een spelsoort in het carambolebiljarten) werd vanaf seizoen 2016-2017 jaarlijks georganiseerd door de KNBB onder eindverantwoordelijkheid van de KNBB vereniging Carambole(KVC).
Dit kampioenschap kwam tot stand na een overleg in juni 2016 te Rosmalen tussen het bestuur van KVC en de speelsters zelf.

## Erelijst
| Editie | Seizoen   | Locatie  | Goud          | Zilver            | Brons                         |
| ------ | --------- | -------- | ------------- | ----------------- | ----------------------------- |
| 1      | 2016-2017 | Lelystad | Joke Breur    | Sylvia Eckel      | Loes van Dansik Brigitte Duhn |
| 2      | 2017-2018 | Almere   | Gerrie Geelen | Joke Breur        | Sabine Bakker Sylvia Eckel    |
| 3      | 2018-2019 | Almere   | Gerrie Geelen | Joke Martijn      | Jetty Beersma Joke Breur      |
| 4      | 2019-2020 | Almere   | Joke Martijn  | Pauline Gerritsen | Ineke Kooistra Chantal Arntz  |
|        |           |          |               |                   |                               |

## Medaillespiegel
| Plaats | Naam              | Goud | Zilver | Brons | Totaal |
| 1      | Gerrie Geelen     | 2    |        |       | 2      |
| 2      | Joke Breur        | 1    | 1      | 1     | 3      |
| 3      | Joke Martijn      | 1    | 1      |       | 2      |
| 4      | Sylvia Eckel      |      | 1      | 1     | 2      |
| 5      | Pauline Gerritsen |      | 1      |       | 1      |
| 6      | Loes van Dansik   |      |        | 1     | 1      |
| 6      | Brigitte Duhn     |      |        | 1     | 1      |
| 6      | Sabine Bakker     |      |        | 1     | 1      |
| 6      | Jetty Beersma     |      |        | 1     | 1      |
| 6      | Chantal Arntz     |      |        | 1     | 1      |
| 6      | Ineke Kooistra    |      |        | 1     | 1      |
| Totaal | Totaal            | 4    | 4      | 8     | 14     |

Lelystad 2016-2017 · 
Almere 2017-2018 · 
Almere 2018-2019 · 
Almere 2019-2020